# スイッチサイエンス
株式会社スイッチサイエンス（英: Switch Science, Inc.）は、東京都新宿区箪笥町に本社をおく、電子工作用品を扱うECサイト「スイッチサイエンスウェブショップ」の運営を行っている日本の企業。また、ECサイト事業のほかに、IoT開発協力事業や、子会社のスイッチエデュケーションと共にSTEM教材事業も行っている。

## 概要
スイッチサイエンスが運営するECサイト「スイッチサイエンスウェブショップ」は、
Arduino、Raspberry Pi、M5Stack、micro:bitなどの国内外から仕入れたマイコンボードや電子部品のモジュール、自社開発の商品やキット、「スイッチサイエンスマーケットプレイス」（個人のMakerや企業が委託した商品の販売を代行するプログラム）
の委託商品などを扱っている。
スイッチサイエンスは、東京都新宿区箪笥町35番地日米タイム24ビル3階にある本社にオフィス兼通販倉庫を持ち、ここでスイッチサイエンスウェブショップの商品の入荷から発送までの業務を行っている（一部の発送業務は川崎の発送代行業者に委託）。
また、スイッチサイエンスはECサイト運営含む電子回路モジュール事業の他に、子会社のスイッチエデュケーションによるSTEM教材事業や、IoT受託開発事業も行う。
スイッチサイエンスは毎年Maker Faire Tokyo等のメイカーイベントにスポンサーとしてブースを出展し、
メイカースペースである「はんだづけカフェ」（2016年10月10日閉店）
の運営や「オープンハウス」
等イベントの開催、ブログ、YouTubeチャンネルやTwitter等SNSでの情報発信を多く行うなどユーザーとの交流を重視しており、
メイカームーブメント、オープンソースハードウェアの分野において国内の業界をリードしている。
「スイッチサイエンス」という社名には、テクノロジーの基本である「スイッチ」に「サイエンス」を足すことで、エンジニアリング、マニュファクチュアリングの枠を越えた「サイエンス」を志向するという意味が込められている。

## 企業理念
Light Up Your Science −科学を灯そう− 

## 歴史・沿革
- 2008年 - 創業者兼現社長である金本茂が、Arduinoを個人的に輸入した所から始まる。[10]
- 2008年5月18日 - ECサイト「スイッチサイエンス」オープン [11]
- 2008年9月10日 - 東京都千代田区二番町のマンションの一室に事務所移設[11]
- 2008年11月8日 - Make: Tokyo Meeting 02にスポンサーとして初出展、ブースで出張販売[12]

スイッチサイエンスは以後のMake: Tokyo Meeting 02～07、2012年から2021年現在までのMaker Faire Tokyoに毎年スポンサーとしてブースを出展している。
- 2009年6月10日 - 東京都千代田区麹町のマンションの一室に事務所移設[13]
- 2010年1月22日 - 株式会社パニーニ計画からスイッチサイエンス事業を会社分割手法により分離し、100%子会社株式会社スイッチサイエンスを設立[14]
- 2010年3月6日 - 3331 Arts Chiyodaに事務所移設[15]
- 2010年5月9日 - 「はんだづけカフェ」オープン
- 2010年6月 - 販売受託プログラム（後のスイッチサイエンスマーケットプレイス）開始[16]
- 2013年12月24日 - 東京都新宿区箪笥町35番地に本社移転[14]
- 2014年9月15日 - 神楽坂オフィス公開イベント「オープンハウス」第1回開催[8]

オープンハウス、オフィスツアーは以後定期的に開催されている。(2024年6月現在）
- 2015年10月30日 - スイッチサイエンスPCBサービス開始[17]
- 2016年1月15日 - ハッカソン向けサービス「スイッチサイエンスエイドステーション」を開始[18]
- 2016年10月10日 - 「はんだづけカフェ」閉店[19]
- 2017年5月2日 - 広報担当社員であった小室真紀がグループ企業スイッチエデュケーションの代表取締役に就任[20]
- 2019年1月 - 九頭龍雄一郎がスイッチサイエンスの親会社（当時）株式会社144Labの役員に就任[21]
- 2019年5月 - 菊池仁が親会社（当時）株式会社144Labの役員に就任[22]
- 2019年5月31日 - スイッチサイエンスPCBサービス休止[23]
- 2019年11月5日 - 個性的な海外製品を試験販売するプログラム「SSX（Switch Science eXperiment）」を開始[24]
- 2020年11月 - プログラミング学習を始める子供向けウェブショップ「LABO KIDS（ラボキッズ）」を新設[25]
- 2021年4月1日 - スイッチサイエンスは親会社株式会社144Labから、STEM教材事業、IoT開発協力事業を取得。株式会社スイッチエデュケーションを子会社とする[26]
- 2022年6月30日 - Switch Science International Store閉鎖[27][28]
- 2022年9月20日 - スイッチサイエンスウェブショップが、Shopifyを使った新サイトにリニューアル[29][30][31]

## 事業内容

### 電子回路モジュール事業
スイッチサイエンスウェブショップ
個人の楽しみとして電子工作をする人、大学の研究室等で実験機材を作る人、ハードウェア製品の開発をする人などに向けて、電子回路モジュールを開発、製造、輸入、販売している。
スイッチサイエンスマーケットプレイス
個人のMaker、または企業がスイッチサイエンスウェブショップに商品を委託し、販売業務を代行するプログラム。オープンソースハードウェア、同人ハードウェア販売のプラットホームとなっている。

2021年8月18日現在、944の委託商品が委託販売されている。

### STEM教材事業
小中学生を中心とした子供と、教育者に向けて、STEM教材を開発、製造、輸入、販売している。micro:bitの日本正規代理店として、国内でのローンチと普及を支援している。この事業は、100%子会社である株式会社スイッチエデュケーションが行っている。

### IoT開発協力事業
IoT事業を行う企業に向けて、ハードウェア、ファームウェア、アプリ、サーバソフトウェアの企画、コンサルティング、開発、試作、製造を行っている。

## 取扱品目
- Arduino、M5Stack、micro:bitなどのマイコンボード
- Raspberry Pi、Jetson Nanoなどのシングルボードコンピュータ
- SparkFun（英語: SparkFun Electronics）、Adafruit、Seeedなど国内外の企業から仕入れた電子部品のモジュール
- 自社開発の電子部品のモジュール、キット
- スイッチエデュケーションが開発した電子部品のモジュール、キット
- スイッチサイエンスマーケットプレイスの委託商品

## 提供するコンテンツ
スイッチサイエンスマガジン
スイッチサイエンス公式のブログ。キャンペーン、イベントの告知や、社員やアルバイトによる取扱商品の使用例などの記事が掲載されている。
New Product Friday
毎週金曜に公開される、SparkFun（英語: SparkFun Electronics）社の新商品紹介ブログを翻訳した記事。スイッチサイエンスマガジンでは、毎週火曜に公開される。
スイッチサイエンスチャンネル
スイッチサイエンス公式のYouTubeチャンネルであり、新商品の紹介や取扱商品の使用例、キャンペーン、イベントの告知などの動画を公開している。
スイッチサイエンス仕入会議
スイッチサイエンスウェブショップ店長牧井佑樹と仕入れチーム社員安井良允による毎月月末に行われる、仕入れチームミーティング風のYouTube配信。新商品紹介や商品の入荷状況、日々の業務のこぼれ話をする。

## 関連人物
- 高須正和